# Nikitin Dheer
Nikitin Dheer es un actor de origen indio, trabaja en películas y programas de televisión en idiomas hindi y telugu. Fue concursante de Fear Factor: Khatron Ke Khiladi 5 .

## Carrera de actuación
Dheer debutó como actor en 2008 en el drama histórico Jodhaa Akbar de Ashutosh Gowariker, en el que coprotagonizó junto a Hrithik Roshan y Aishwarya Rai Bachchan, como Sharifuddin Hussain, el cuñado de Akbar .  Si bien la película obtuvo el reconocimiento de la crítica y el éxito de taquilla, Dheer recibió elogios por su papel, y el destacado crítico Taran Adarsh de Bollywood Hungama lo mencionó como "fantástico".  El mismo año actuó junto a Vivek Oberoi, Shriya Saran y Zayed Khan en el sencillo thriller de acción Mission Istaanbul de Apoorva Lakhia.
En 2011, Dheer apareció en la comedia Ready de Anees Bazmee, junto a Salman Khan y Asin . Al año siguiente, tuvo un papel secundario en la película de acción Dabangg 2 de Arbaaz Khan junto a Salman Khan, Sonakshi Sinha y Prakash Raj. En 2013, apareció como el antagonista principal en la comedia de acción Chennai Express de Rohit Shetty con Shahrukh Khan y Deepika Padukone. Para su papel de Tangaballi, un temido matón tamil, se le pidió a Dheer que ganara más músculos y trabajara en su acento.   Su físico en la película fue recibido calurosamente; Mohar Basu señaló que Dheer es "robusto", aunque "difícilmente tiene un papel suficiente que desempeñar". 

## Primeros años de vida
Dheer pertenece al pueblo punjabi y es hijo del actor Pankaj Dheer.  

## Vida personal
Dheer contrajo matrimonio con Kratika Sengar el 3 de septiembre de 2014 en un matrimonio concertado .  Actualmente la pareja tiene una hija.  

## Películas
- Todas las películas están en hindi a menos que se indique lo contrario.

| Año  | Título                 | Role                                               | Idioma |
| ---- | ---------------------- | -------------------------------------------------- | ------ |
| 2008 | Jodhaa Akbar           | Sharifuddin Hussain                                | hindi  |
| 2008 | Misión Estambul        | Al Gazni                                           | hindi  |
| 2011 | Ready                  | Arian Chaudhary                                    | hindi  |
| 2012 | Dabangg 2              | Chunni                                             | hindi  |
| 2013 | Expreso Chennai        | Thangaballi                                        | hindi  |
| 2015 | Kanché                 | Coronel Eeshwar Prasad                             | telugu |
| 2016 | Casa llena 3           | Rohan Patel                                        | hindi  |
| 2016 | Freaky Ali             | peligro bhai                                       | hindi  |
| 2017 | Goutham Nanda          | gowda                                              | telugu |
| 2017 | Mister                 | Rahul Wadayar                                      | telugu |
| 2018 | Paak                   | Waqar                                              | hindi  |
| 2021 | Shershaah              | Mayor Ajay Singh Jasrotia                          | hindi  |
| 2021 | Sooryavanshi           | Mukhtar Ansari también conocido como Vivek Shastry | hindi  |
| 2021 | Antim: La verdad final | Dia                                                | hindi  |
| 2022 | khiladi                | Bala Singham                                       | telugu |
| 2022 | Cirkus                 | Dev Chohan (es visible)                            | hindi  |

### Televisión
| Año           | Título                               | Role                    | Notas              |
| ------------- | ------------------------------------ | ----------------------- | ------------------ |
| 2011          | Dwarkadheesh – Bhagwaan Shree Krishn | Rey Kalyavan            | Aparición especial |
| 2014          | Factor miedo: Khatron Ke Khiladi 5   | Concursante             | 2 º finalista      |
| 2016-2017     | Naagarjuna – Ek Yoddha               | Astika                  |                    |
| 2017-2018     | Ishqbaaaz                            | Dr. Veer Pratap Chauhan |                    |
| 2019          | Naagin 3                             | Huqum                   |                    |
| 2024-presente | Srimad Ramayan                       | Ravana                  | [ 10 ]             |

### Series web
| Año       | Título                | Role        | Notas |
| --------- | --------------------- | ----------- | ----- |
| 2020-2022 | Raktanchal            | Waseem Khan |       |
| 2024      | Fuerza policial india | Rana Virk   |       |